# ليفي ستيوارت
ليفي ستيوارت (بالإنجليزية: Levi Stewart)‏ هو قسيس أمريكي، ولد في 28 أبريل 1812، وتوفي في 14 يونيو 1878 بسبب سكتة.